# Şərif Şərifov
Şərif Şərifov (Gunukh, 1988. november 11. –) azeri olimpiai, egyszeres világ- és egyszeres Európa-bajnok szabadfogású birkózó. A 2011-es birkózó-világbajnokságon aranyérmet, a 2019-es birkózó-világbajnokságon ezüstérmet szerzett 84, illetve 97 kg-ban.

## Sportpályafutása
A 2019-es birkózó-világbajnokságon a 97 kg-osok súlycsoportjának döntőjében az orosz Abdulrasid Bulacsevics Szadulajev volt az ellenfele, aki 4-0-ra legyőzte.